# Kiríkivka
Kiríkivka (en ucraniano: Кириківка, romanizado: Kyrýkivka; en ruso: Кириковка, romanizado: Kiríkovka) es un pueblo ucraniano perteneciente al óblast de Sumy. Situado en el norte del país, es parte del raión de Ojtirka y centro del municipio (hromada) homónimo.

## Geografía
Kiríkivka se encuentra en la margen izquierda del río Vorskla, 33 km al oeste de Velika Písarivka y 87 km al sur de Sumy.   

## Historia
Kiríkivka fue fundada en la segunda mitad del siglo XVII. El lugar fue la capital del raión de Kírikivka entre 1923 y 1928. 
Durante la Segunda Guerra Mundial, Kiríkivka fue ocupada por tropas nazis en octubre de 1941. Después de un intento fallido de los soldados soviéticos a principios de 1943, la aldea fue finalmente liberada el 9 de agosto de 1943.
En 1956 se le asignó el estatus de asentamiento de tipo urbano y formó parte del raión de Ojtirka hasta 1959.
Hasta el 18 de julio de 2020, Kiríkivka fue parte del raión de Velika Písarivka. El raión se abolió en julio de 2020 como parte de la reforma administrativa de Ucrania, que redujo el número de raiones del óblast de Sumy a cuatro. El área del raión de Velika Písarivka se fusionó con otros en el raión de Ojtirka.En 2023, Kiríkivka perdió el estatus de asentamiento de tipo urbano en la legislación ucraniana debido a la eliminación de este estatus administrativo.

## Demografía
La evolución de la población de Kiríkivka entre 1959 y 2022 fue la siguiente:
| 5534                                                          | 4732 | 3861 | 3326 | 2692 | 2885 | 2601 |
| (Fuente: Cities & Towns of Ukraine y UKRAINE: Größere Städte) |      |      |      |      |      |      |

Según el censo de 2001, la lengua materna de la mayoría de los habitantes, el 93,09%, es el ucraniano; del 6,5% es el ruso.

## Infraestructura

### Transporte
El asentamiento está conectado por carretera con Ojtirka y Velika Písarivka, desde donde tiene acceso adicional a Járkov y Sumy. La estación de tren de Kiríkivka se encuentra en la vía férrea que conecta Sumy con Járkov, con un ramal a Ojtirka.  